# 赫尔曼·迈尔
赫尔曼·迈尔（德語：Hermann Maier，1972年12月7日—），奥地利男子高山滑雪运动员。他曾代表奥地利参加1998年和2006年冬季奥林匹克运动会高山滑雪比赛，获得二枚金牌、一枚银牌和一枚铜牌。